# Наступление в Латакии (2015—2016)
Наступление в Латакии — кампания в сирийской гражданской войне, которая была начата правительственными войсками в ноябре 2015 года, с целью вернуть территории на северо-западе мухафазы Латакия на границе с Турцией, удерживаемые террористами.

## Наступление
15 октября Сирийские арабские вооружённые силы (САВС) начали масштабное наступление на севере Латакии в сельской местности.
19 октября была освобождена точка 1112, точка 482, Таль Тамамию, Кава Аль-Хатаб, и Таль Талату в горах Аль-Захия на севере Латакии после продвижения к северу от холма Таль Зиваяк. На следующий день российские ВКС в результате авиаудара убили полевого командира террористов Басиля Замо, наряду с четырьмя другими боевиками.
Между 1 и 3 ноября происходили тяжёлые столкновения в населённом пункте Гмам. Деревня переходила из рук в руки четыре раза. Два дня спустя, правительственные силы освободили три деревни в районе, а 6 ноября взяли под свой контроль холмы Гмам и Джебель Бакдаш.
Между 13 и 23 ноября, правительственные войска освободили 200 квадратных километров территории. 25 ноября они освободили три холма (в том числе холм Таль аль-Якдаш) в горах Латакии, продвинулись вокруг Гмама и освободили деревни Дейр Ханна, Аль-Дугмишлия и Бейт Айаш.
Между 18 и 23 ноября, правительственные войска освободили 10 холмов (в том числе шесть в районе Джеб аль-Ахмар), три деревни и взяли под полный контроль горы Аль-Захи.
24 ноября боевики отвоевали горы Аль-Захи и Таль аль-Етъра, в то время как правительственные силы освободили деревню и холм Джебель-Шейха Мохаммеда. На следующий день правительственные войска продвинулись в областях гор Аль-Захи и Атеера.

### Уничтожение российского Су-24
24 ноября турецкие F-16 сбили российский Су-24 недалеко от сирийско-турецкой границы. Один российский пилот был убит, а другой российский морпех погиб в спасательной операции. Также был уничтожен российский вертолёт. Экипаж остался целым и невредимым. В тот же день, второй пилот был доставлен на военный аэродром Хмеймим после того, как был спасён спецназом.
После уничтожения российского бомбардировщика, горы Джебель Туркман подвергли интенсивной бомбардировке.
27 ноября террористы Фронта ан-Нусры и Исламского движения Восточного Туркестана вели тяжёлые бои против САА и сил Хезболлы вокруг гор Джебель Туркман. В результате артиллерийских ударов правительственной армии и авиаударов российских ВКС, были убиты 15 боевиков наряду с полевым командиром. В тот же день правительственные войска освободили ещё два холма и гору Джебель Аль-Нуба.

### Дальнейшее наступление
1 декабря правительственные войска освободили три деревни и горы Джебель-кашкар.
Между 3 и 15 декабря, правительственные войска освободили до 20 деревень и холмов. Два полевых командира боевиков были убиты в результате авиаударов ВКС РФ.
16 декабря правительственные войска освободили стратегические горы Аль-Нуба (Джебель Аль-нубы) в северной сельской местности Латакии. В тот же день, они также взяли две вершины гор, которые расположены на границе провинции Идлиб.
Между 17 и 20 декабря, правительственные войска освободили ещё 10 деревень вдоль турецкой границы.
23 и 24 декабря при поддержке российских ВКС, САА освободила горы Джебель Аль-Нуба и Джебель-аль-Сайед.
В период с 25 декабря по 10 января 2016 года, правительственные войска освободили более двух десятков деревень и холмов, в том числе площадь Катф Аль-Аламах.

### Освобождение Сальмы и Рабии
Утром 12 января правительственные войска взяли под полный контроль стратегическое село Тартия, расположенное к востоку от оплота боевиков Сальмы. В тот же день, военные Сирии полностью освободили Сальму.
На следующий день военные расширили свой контроль, освободив села Мроуния и Мардж Кхавха. К 15 января они взяли под свой контроль ещё шесть деревень, оборона боевиков развалилась.
16 января правительственные войска освободили несколько холмов с видом на аль-Сарраф, а также ещё шесть деревень.
На следующий день армия Сирии освободила две горные вершины вблизи стратегического города Рабия и шесть деревень.
20 января правительственные успехи продолжались с освобождением ещё двух деревень.
21 января началось новое наступление армии, и к 24 января военные освободили ещё 20 деревень, окружающих стратегический город Рабия с трёх сторон. Сам Рабия был освобождён в тот же день.
В целом, между 12 и 25 января, российская и сирийская авиации провели более 522 рейдов, в то время как правительственные наземные силы произвели запуск более 3000 реактивных снарядов и ракет, которые привели к освобождению ещё 36 городов и сёл.

### Освобождение Кинсиббы
Между 27 и 31 января правительственные войска освободили семь деревень, холм Рувейсат Аль-Нимр и горы Джабаль аль-Мулка.
1 февраля боевики захватили село Навара (Келез), недалеко от турецкой границы. В то же время, к востоку от Джебель-Туркман (Туркменские горы), правительственные силы продолжали продвигаться на север в сторону оплота террористов Кинсиббы.
3 февраля российский военный советник был убит в результате миномётного обстрела боевиками Сальмы.
Между 6 и 7 февраля правительственные войска взяли село Алии (Кроуя) и холм близ села. 8 февраля САА освободила четыре деревни, в том числе два в районе Кинсиббы.
9 февраля саудовский полевой командир боевиков ан-Нусры, командующий фронтом курдских гор, Абдель-Азиз аль-Дибайхи (псевдоним «Абу Хамза») был убит бойцами Республиканской гвардии 103-й бригады. 16 террористов ан-Нусры были убиты в результате авиаударов российских ВКС.
14 февраля армия освободила три деревни, а на следующий день ещё семь сёл, находящиеся близ Кинсиббы. С освобождением двух деревень на 16 февраля, военные Сирии достигли Кинсиббы и начали штурм города. Освобождение города началось 17 февраля, быстро освободив три деревни на западном фланге и оставив одну дорогу открытой для отступления боевиков. Кинсибба была освобождена на следующее утро.

### Заключительные операции
Между 20 и 23 февраля Вооружённые силы Сирии продолжили свой успех, освободив восемь деревень и холм к северу от Кинсиббы.
26 февраля правительственные войска взяли под свой контроль Айн Аль-Байда. На следующий день освободили село Сараф и холм Таль Наварат.